# Caradrina clavipalpis
Espèce
Caradrina clavipalpis, la Noctuelle des jachères ou Noctuelle cubiculaire, est une espèce de lépidoptères (papillons) de la famille des Noctuidae, de la sous-famille des Noctuinae.

## Synonymes
- Phalaena clavipalpis Scopoli, 1763 protonyme
- Paradrina clavipalpis (Scopoli, 1763)
- Paradrina douzina de Laever, 1985

## Systématique
Paradrina est maintenant considéré comme un sous-genre du genre Caradrina ; la Noctuelle des jachères se nomme donc Caradrina (Paradrina) clavipalpis (Scopoli, 1763).

## Biologie
Bivoltin, le papillon est visible d'avril à juillet puis d'août à octobre.

## Plantes hôtes
Diverses plantes basses, phragmites, seigle.